# Musica di sottofondo
Con il termine musica di sottofondo ci si riferisce a vari stili musicali e paesaggi sonori destinati principalmente ad essere ascoltati in modo passivo, senza rappresentare il punto d'attenzione principale dell'ascoltatore, ma piuttosto volti a completare un'attività su cui viene posta l'attenzione. La musica di sottofondo viene spesso suonata a basso volume e non rappresenta il punto centrale dell'ascoltatore. Alcuni esempi di musica di sottofondo possono includere la musica suonata durante incontri sociali e cocktail party, oppure quella di certi centri commerciali. È poi comune l'utilizzo di musica di sottofondo come parte di diversi media elettronici come film, programmi TV, videogame, video di internet o video blog.
Il termine musica di sottofondo viene anche utilizzato spesso come sinonimo di easy listening o musica d'atmosfera.

## Caratteristiche
Solitamente riprodotta a basso volume, è spesso usata per accompagnare i film, i programmi radiofonici e televisivi. Funge anche da accompagnamento musicale durante le feste o nei negozi di vendita al dettaglio, identificandosi così con la cosiddetta musica per ambienti.
Nacque con il cinema muto e si è diffusa grazie a diverse etichette discografiche quali la Decca e la His Master's Voice lungo la prima metà del Novecento. Successivamente, il numero di artisti specializzati nella musica d'atmosfera è aumentato in modo significativo a partire dagli anni cinquanta con etichette quali la Capitol, la RCA e la Columbia.

## Studi psicologici
Lo studio della musica di sottofondo si concentra sull'impatto della musica con funzioni non specificatamente musicali, includendo i cambiamenti del comportamento in presenza di differenti tipologie, configurazioni e stili musicali. In laboratori ed ambienti appositamente preparati, la musica può influenzare le prestazioni sulle attività cognitive (memoria, attenzione e comprensione) in modo negativo o positivo. Tali studi vengono ampiamente utilizzati poi nelle strategie di mercato e nella pubblicità per favorire la comprensione ed indirizzare meglio le scelte del consumatore.

### Effetti sulle prestazioni cognitive
La musica di sottofondo può favorire l'apprendimento, la memoria di lavoro ed il recall, le prestazioni di lavoro durante i test e le attività in cui influisce l'attenzione cognitiva.

#### Esperimenti in cui la musica è migliorativa
I partecipanti a test che hanno memorizzato parole in lingua straniera mentre ascoltavano musica barocca hanno richiamato una media di 8,7% di parole in più di quelli che non ascoltavano musica durante l'apprendimento. L'effetto della musica era più forte per parole meno comuni, e l'effetto non aveva alcun'incidenza se il richiamo alla memoria delle parole avveniva una settimana dopo.
L'effetto Mozart si verifica quando le prestazioni su esercizi cognitivi che richiedono manipolazioni spaziali (come gli esercizi di rotazione mentale) migliorano dopo aver ascoltato 15 minuti della musica di Mozart. In un tipico esercizio di rotazione mentale, i partecipanti vedono due oggetti tridimensionali disegnati su carta, per poi stabilire se hanno visto diversi punti di vista della stessa forma o forme differenti. Queste comparazioni spesso richiedono una rotazione mentale dell'oggetto stesso. L'effetto Mozart è incoerente quando viene testato con musicisti e non musicisti. Solo i non musicisti infatti sembrano migliorare le prestazioni di rotazione mentale dopo l'ascolto di Mozart. Tale particolarità è stata spiegata con la teoria che i musicisti tendono ad analizzare la musica utilizzando entrambi gli emisferi cerebrali, mentre il non musicista utilizza perlopiù l'emisfero destro. L'ascolto di Mozart aumenta l'eccitazione nell'emisfero destro (attivo durante la rotazione mentale) ed i non musicisti potrebbero avere esiti migliori a causa di una maggiore attivazione di questa parte del cervello.
Il Digit detection test richiede ai partecipanti di monitorare una sequenza di lettere per due cifre posizionate in modo casuale, e l'attentional blink (ossia l'incapacità di rilevare il secondo obiettivo visivo) può verificarsi dopo la rilevazione della prima cifra. Se accompagnati da un'attività mentale irrilevante in termini di attività, le prestazioni possono migliorare in termini di attenzione negli esercizi di ricerca visuale. La percentuale di rilevazione della seconda cifra era significativamente alto se accompagnato dalla musica. Questo test suggerisce che la musica di sottofondo può aumentare la capacità dell'Arousal ed aumentare lo stato emozionale positivo, portando i soggetti ad una migliore attenzione. È poi possibile che la musica induca ad una più ampia distribuzione dell'attenzione, in modo che i partecipanti possano ampliare il campo di ricerca della seconda cifra.
Un fenomeno simile è quello dell'inattentional blindness, che si riferisce alla tendenza a trascurare un nuovo stimolo quando si attendono altri stimoli. In un esperimento di laboratorio, i partecipanti venivano istruiti ad aspettarsi stimoli visivi in movimento sul monitor di un computer come una "A" di un differente colore che si muoveva nello schermo. Un semplice esercizio uditivo veniva richiesto ai partecipanti di ascoltare un tono occasionale incorporato alla musica di sottofondo e questo rendeva la "A" più facilmente percepibile. I partecipanti all'esperimento erano capaci di fare entrambi gli esperimenti simultaneamente ad una percentuale superiore rispetto al solo monitoraggio visivo, con una maggior concentrazione sull'esercizio da svolgere. Tale esperimento suggerisce che non tutti gli aumenti della domanda di attività sono uguali. La musica può giocare un ruolo speciale nel guidare l'arousal senza incidere negativamente nelle prestazioni in altre attività.

#### Esperimenti in cui la musica è peggiorativa
Benché l'aumento dell'arousal dovuto all'ascolto di musica possa migliorare la prestazione cognitive, può verificarsi anche l'effetto irrilevante del suono. Quando due fonti di informazioni concorrenti devono essere analizzate interferiscono l'una con l'altra. In una serie di esperimenti di recall alcuni partecipanti dovevano riportare alla mente in un corretto ordine una lista di cifre e parole. La musica con un alto numero di variazioni acustiche tendevano ad inibire le prestazioni in questi esperimenti.
Nell'esecuzione di esperimenti di digit span in presenza di musica, i partecipanti devono richiamare alla mente una serie di cifre di maggior lunghezza. Costoro completano l'esercizio significativamente meglio con il silenzio che ascoltando musica (con un'incidenza ininfluente se piace o meno la musica ascoltata).

## Generi musicali e tipologie della musica di sottofondo

### Musiche di scena
La musica di scena è l'insieme di brani musicali che contribuiscono alla costruzione di uno spettacolo teatrale integrandosi con la recitazione degli attori, la scenografia, i costumi e l'illuminotecnica. La musica di scena, a differenza di altre forme musicali concepite per il teatro come l'opera lirica, l'operetta o il musical, non influisce con lo sviluppo della vicenda, sommandosi alla recitazione come sottofondo.

### Musique d'ameublement
Il termine Musique d'ameublement (tradotto in inglese come Furniture music) fu coniato da Erik Satie nel 1917. Il termine cadde in disuso dopo la morte del compositore avvenuta nel 1925, per poi essere recuperato qualche decina di anni dopo. È tipico della musique d'ameublement il susseguirsi di brevi passaggi musicali con un numero indefinito di ripetizioni.

### Musica da ascensore
La musica da ascensore è un genere della popular music le cui composizioni sono appositamente pensate per la sonorizzazione di spazi pubblici. Tale genere musicale si caratterizza per forme e melodie molto semplici, con dinamiche sonore ridotte al minimo, in modo da rendere un flusso sonoro che riduca al minimo la possibilità di attirare l'attenzione sulla musica stessa.

### Musica per videogiochi e blog
Musica di sottofondo (spesso abbreviata nell'acronimo di Background music BGM) è anche la musica per videogiochi (spesso abbreviata in VGM) e la musica per i siti web.